# International Booker Prize
L'International Booker Prize, precedentemente noto come Man Booker International Prize, è un premio letterario internazionale assegnato nel Regno Unito. È stato introdotto nel giugno 2004 per "integrare" il Man Booker Prize con un riconoscimento ad autori non appartenenti all'area anglofona (Commonwealth e pochi altri paesi). Sponsorizzato da Man Group, dal 2005 al 2015 il premio è stato assegnato ogni due anni a un autore vivente di qualsiasi nazionalità per un corpus di lavori pubblicati in inglese o generalmente disponibili in traduzione inglese. Ha premiato la "creatività continua, lo sviluppo e il contributo generale alla narrativa sul palcoscenico mondiale" di un autore, ed è stato, all'inizio, un riconoscimento del corpus di opere dello scrittore piuttosto che di un particolare titolo. I giudici ogni anno selezionano le proprie liste di autori e non ci sono inviti alla candidatura.
Dal 2016, il premio è assegnato ogni anno a un singolo libro in traduzione inglese, con un premio di £ 50.000 per il titolo vincitore, condiviso equamente tra autore e traduttore.

## Storia

### Il premio prima del 2016
Mentre il Man Booker Prize era aperto solo a scrittori del Commonwealth, Irlanda e Zimbabwe, l'International Prize era aperto ad autori di qualsiasi nazionalità . Il riconoscimento aveva un valore di £ 60 000 e un autore poteva essere premiato solo una volta. Il Man Booker International assegnava inoltre un altro premio per le traduzioni. Il vincitore poteva scegliere un traduttore in lingua inglese di una sua opera per fargli avere un premio del valore di £ 15 000.
Il vincitore dell'anno inaugurale fu lo scrittore albanese Ismail Kadare. È stato seguito dallo scrittore nigeriano Chinua Achebe nel 2007 e due anni dopo dalla scrittrice canadese Alice Munro. Nel 2011 il premio è stato assegnato all'americano Philip Roth. Lodando il suo giudizio concertato, il giornalista Hephzibah Anderson ha notato che il Man Booker International Prize stava "diventando rapidamente il premio più significativo, apparendo un'alternativa sempre più competente al Nobel".

### Il premio dopo il 2016
Il 7 luglio 2015, la Booker Prize Foundation ha annunciato che dal 2016 il Man Booker International Prize avrebbe premiato annualmente un'opera tradotta. L'obiettivo era di incoraggiare la pubblicazione e la lettura di opere di qualità tradotte e di evidenziare il lavoro dei traduttori. Il premio viene ora assegnato annualmente a un libro tradotto in inglese con una somma di £ 50 000 da dividere in parti uguali tra autore e traduttore. Ogni autore e ogni traduttore della shortlist (i finalisti - 6 titoli) ricevono comunque una somma di £ 1 000 ciascuno. Questo fa sì che il valore totale dei premi sia di £ 62 000 all'anno, mentre prima era di £ 37 500 (il premio, come detto, era biennale). I giudici compilano una longlist di 12 o 13 libri in marzo, seguita da una shortlist di sei opere in aprile e il vincitore viene annunciato solitamente in maggio.

## Vincitori
| Anno | Nome                    | Opera                        | Traduttore                      | Paese                    | Lingua originale |
| ---- | ----------------------- | ---------------------------- | ------------------------------- | ------------------------ | ---------------- |
| 2005 | Ismail Kadare           |                              |                                 | Albania (bandiera)       | Albanese         |
| 2007 | Chinua Achebe           |                              | n/a                             | Nigeria (bandiera)       | Inglese          |
| 2009 | Alice Munro             |                              | n/a                             | Canada (bandiera)        | Inglese          |
| 2011 | Philip Roth             |                              | n/a                             | Stati Uniti (bandiera)   | Inglese          |
| 2013 | Lydia Davis             |                              | n/a                             | Stati Uniti (bandiera)   | Inglese          |
| 2015 | László Krasznahorkai    |                              | George Szirtes e Ottilie Mulzet | Ungheria (bandiera)      | Ungherese        |
| 2016 | Han Kang                | The Vegetarian               | Deborah Smith                   | Corea del Sud (bandiera) | Coreano          |
| 2017 | David Grossman          | A Horse Walks Into a Bar     | Jessica Cohen                   | Israele (bandiera)       | Ebraico          |
| 2018 | Olga Tokarczuk          | Flights                      | Jennifer Croft                  | Polonia (bandiera)       | Polacco          |
| 2019 | Jokha al-Harthi         | Celestial Bodies             | Marilyn Booth                   | Oman (bandiera)          | Arabo            |
| 2020 | Marieke Lucas Rijneveld | The Discomfort of Evening    | Michele Hutchison               | Paesi Bassi (bandiera)   | Olandese         |
| 2021 | David Diop              | At Night All Blood is Black  | Anna Moschovakis                | Francia (bandiera)       | Francese         |
| 2022 | Geetanjali Shree        | Tomb of Sand                 | Daisy Rockwell                  | India (bandiera)         | Hindi            |
| 2023 | Georgi Gospodinov       | Time Shelter                 | Angela Rodel                    | Bulgaria (bandiera)      | Bulgaro          |
| 2024 | Jenny Erpenbeck         | Kairos                       | Michael Hofmann                 | Germania (bandiera)      | Tedesco          |
| 2025 | Banu Mushtaq            | Heart Lamp: Selected Stories | Deepa Bhasthi                   | India (bandiera)         | Kannaḍa          |

## Finalisti dal 2016
Si riportano i titoli delle edizioni italiane delle opere vincitrici, quando pubblicate.

### 2016
VincitoreLa vegetariana (The Vegetarian) di Han Kang (Corea del Sud)
Shortlist:
- Teoria generale dell'oblio (A General Theory of Oblivion) di José Eduardo Agualusa (Angola)
- La storia della bambina perduta (The Story of the Lost Child) di Elena Ferrante (Italia)
- La stranezza che ho nella testa (A Strangeness in My Mind) di Orhan Pamuk (Turchia)
- Una vita intera (A Whole Life) di Robert Seethaler (Austria)
- I quattro libri (The Four Books) di Yan Lianke (Cina)

Longlist:
- Riparare i viventi (Mend the Living) di Maylis de Kerangal (Francia)
- L'uomo tigre (Man Tiger) di Eka Kurniawan (Indonesia)
- Tram 83 (Tram 83) di Fiston Mwanza Mujila (Rep. Dem. Congo)
- Un bicchiere di rabbia (A Cup of Rage) di Raduan Nassar (Brasile)
- Ladivine (Ladivine) di Marie NDiaye (Francia)
- White Hunger di Aki Ollikainen (Finlandia)
- Death by Water di Kenzaburō Ōe (Giappone)

### 2017
VincitoreA Horse Walks Into a Bar di David Grossman (Israele)
Shortlist:
- Bussola (Compass) di Mathias Énard (Francia)
- Gli invisibili (The Unseen) di Roy Jacobsen (Norvegia)
- Angolo cieco (Mirror, Shoulder, Signal) di Dorthe Nors (Danimarca)
- Giuda (Judas) di Amos Oz (Israele)
- Distanza di sicurezza (Fever Dream) di Samanta Schweblin (Argentina)

Longlist:
- Swallowing Mercury di Wioletta Greg (Polonia)
- Guerra e trementina (War and Turpentine) di Stefan Hertmans (Belgio)
- La nicchia della vergogna (The Traitor's Niche) di Ismail Kadaré (Albania)
- I pesci non hanno gambe (Fish Have No Feet) di Jón Kalman Stefánsson (Islanda)
- The Explosion Chronicles di Yan Lianke (Cina)
- Peperoncino (Black Moses) di Alain Mabanckou (Congo)
- Bricks and Mortar di Clemens Meyer (Germania)

### 2018
VincitoreI vagabondi (Flights) di Olga Tokarczuk (Polonia)
Shortlist:
- Vernon Subutex. 1 (Wynne, Vernon Subutex 1) di Virginie Despentes (Francia)
- The White Book di Han Kang (Corea del Sud)
- The World Goes On di László Krasznahorkai (Ungheria)
- Come ombra che declina (Like a Fading Shadow) di Antonio Muñoz Molina (Spagna)
- Frankenstein a Baghdad (Frankenstein in Baghdad) di Ahmed Saadawi (Iraq)

Longlist:
- La settima funzione del linguaggio (The 7th Function of Language) di Laurent Binet (Francia)
- L'impostore (The Impostor) di Javier Cercas (Spagna)
- Voci del verbo andare (Go, Went, Gone) di Jenny Erpenbeck (Germania)
- Die, My Love di Ariana Harwicz (Argentina)
- La montagna volante (The Flying Mountain) di Christoph Ransmayr (Austria)
- The Stolen Bicycle di Wu Ming-Yi (Taiwan)
- Il commensale (The Dinner Guest) di Gabriela Ybarra (Spagna)

### 2019
VincitoreCorpi celesti di Jokha al-Harthi (Oman)
Shortlist:
- Gli anni (The Years) di Annie Ernaux (Francia)
- Le isole dei pini (The Pine Islands) di Marion Poschmann (Germania)
- Guida il tuo carro sulle ossa dei morti (Drive Your Plow Over the Bones of the Dead) di Olga Tokarczuk (Polonia)
- La forma delle rovine (The Shape of the Ruins) di Juan Gabriel Vásquez (Colombia)
- The Remainder di Alia Trabucco Zeran (Cile)

Longlist:
- Love in the New Millennium di Can Xue (Cina)
- At Dusk di Hwang Sok-yong (Corea del Sud)
- Barzellette per miliziani (Jokes for the Gunmen) di Mazen Maarouf (Palestina-Islanda)
- Four Soldiers di Hubert Mingarelli (Francia)
- Mouthful of Birds di Samanta Schweblin (Argentina)
- The Faculty of Dreams di Sara Stridsberg (Svezia)
- La morte di Murat Idrissi (The Death of Murat Idrissi) di Tommy Wieringa (Paesi Bassi)

### 2020
VincitoreIl disagio della sera (The Discomfort of Evening) di Marieke Lucas Rijneveld (Paesi Bassi)
Shortlist:
- The Enlightenment of the Greengage Tree di Shokoofeh Azar (Iran)
- The Adventures of China Iron di Gabriela Cabezón Cámara (Argentina)
- Tyll di Daniel Kehlmann (Germania)
- Hurricane Season di Fernanda Melchor (Messico)
- The Memory Police di Yōko Ogawa (Giappone)

Longlist:
- Red Dog di Willem Anker (Sudafrica)
- The Other Name: Septology I – II di Jon Fosse (Norvegia)
- The Eighth Life di Nino Haratischvili (Georgia)
- Serotonin di Michel Houellebecq (Francia)
- Faces on the Tip of My Tongue di Emmanuelle Pagano (Francia)
- Little Eyes di Samanta Schweblin (Argentina)
- Mac and His Problem di Enrique Vila-Matas (Spagna)

### 2021
VincitoreFratelli d'anima (At Night All Blood is Black) di David Diop (Francia)
Shortlist:
- The Dangers of Smoking in Bed di Mariana Enríquez (Argentina)
- The Employees di Olga Ravn (Danimarca)
- Quando abbiamo smesso di capire il mondo (When We Cease to Understand the World) di Benjamín Labatut (Cile)
- In Memory of Memory di Maria Stepanova (Russia)
- La guerra dei poveri di Éric Vuillard (Francia)

Longlist:
- I Live in the Slums di Can Xue (Cina)
- The Pear Field di Nana Ekvtimishvili (Georgia)
- The Perfect Nine: The Epic Gikuyu and Mumbi di Ngugi wa Thiong'o (Kenya)
- Summer Brother di Jaap Robben (Germania)
- Inventario di alcune cose perdute (An Inventory of Losses) di Judith Schalansky (Germania)
- Un dettaglio minore (Minor Detail) di Adania Shibli (Palestina)
- Wretchedness di Andrzej Tichý (Svezia)

### 2022
VincitoreTomb of Sand di Geetanjali Shree (India)
Shortlist:
- Heaven di Mieko Kawakami
- The Books of Jacob di Olga Tokarczuk
- Elena Knows di Claudia Piñeiro
- A New Name: Septology VI-VII di Jon Fosse
- Cursed Bunny di Bora Chung

Longlist:
- La vita gioca con me (More Than I Love My Life) di David Grossman
- Paradais di Fernanda Melchor
- The Book of Mother di Violaine Huisman
- Love in the Big City di Sang Young Park
- Happy Stories, Mostly di Norman Erikson Pasaribu
- Phenotypes (And Other Stories) di Paulo Scott
- After the Sun di Jonas Eika

### 2023
VincitoreCronorifugio (Vremeubežište) di Georgi Gospodinov (Bulgaria)
Shortlist:
- Boulder di Eva Baltasar
- Whale di Cheon Myeong-kwan
- Il Vangelo del Nuovo Mondo (L'Évangile du nouveau monde) di Maryse Condé
- Posti in piedi (Debout-payé) di Gauz
- Cronorifugio (Time Shelter) di Georgi Gospodinov
- La figlia unica (La hija unica) di Guadalupe Nettel

Longlist:
- Lontananza (Er mor død) di Vigdis Hjorth
- Jimi Hendrix a Leopoli (Jimi Hendrix Live in Lviv) di Andrij Kurkov
- La fete d’anniversaire di Laurent Mauvignier
- Eravamo dei grandissimi (Als wir träumten) di Clemens Meyer
- Pyre di Perumal Murugan
- A System So Magnificent It Is Blinding di Amanda Svensson
- Ninth Building di Zou Jingzhi

### 2024
VincitoreKairos di Jenny Erpenbeck (Germania)
Shortlist:
- Non è un fiume (No es un río) di Selva Almada
- I dettagli (Detaljerna) di Ia Genberg
- Mater 2-10 di Hwang Sok-yong
- Waar ik liever niet aan denk di Jente Posthuma
- Aratro ritorto (Torto Arado) di Itamar Vieira Junior

Longlist:
- Simpatía di Rodrigo Blanco Calderón
- Białe noce di Urszula Honek
- Kur sunduesit grinden di Ismail Kadare
- Самсон и Надежда di Andrij Kurkov
- Niente di vero di Veronica Raimo
- Via Gemito di Domenico Starnone
- Sangue misto (Huaco retrato) di Gabriela Wiener